# Zupa z orzechów włoskich
Zupa z orzechów włoskich – rosół lub zupa na bazie śmietany, przygotowana z użyciem owoców orzecha włoskiego, zwanych potocznie „orzechami”, jako głównego składnika. Czasami jest przygotowywana w kombinacjach z innymi składnikami, np. zupa z dyni i orzechów włoskich. Zupa orzechowa jest częścią kuchni chińskiej, włoskiej i meksykańskiej.

## Przegląd
Zupa z orzechów włoskich jest przygotowywana przy użyciu orzechów jako podstawowego składnika. Zupa może być przygotowana jako zupa na bazie rosołu lub na bazie śmietany, w tym ostatnim przypadku może być określana jako „zupa krem z orzechów włoskich”. Można użyć świeżych lub puszkowanych orzechów włoskich łuskanych, a zupa może zawierać orzechowe purée, orzechy posiekane lub całe. Do przygotowania zupy można użyć prażonych orzechów włoskich. Zupa z orzechów włoskich jest czasami przygotowywana w połączeniu z innymi składnikami, co daje np. zupę dyniowo-orzechową, zupę ogórkowo-orzechową. Dodatkowe składniki mogą obejmować masło, olej, olej z orzecha włoskiego, sok z cytryny, przyprawy, sól i pieprz.

## Odmiany krajowe

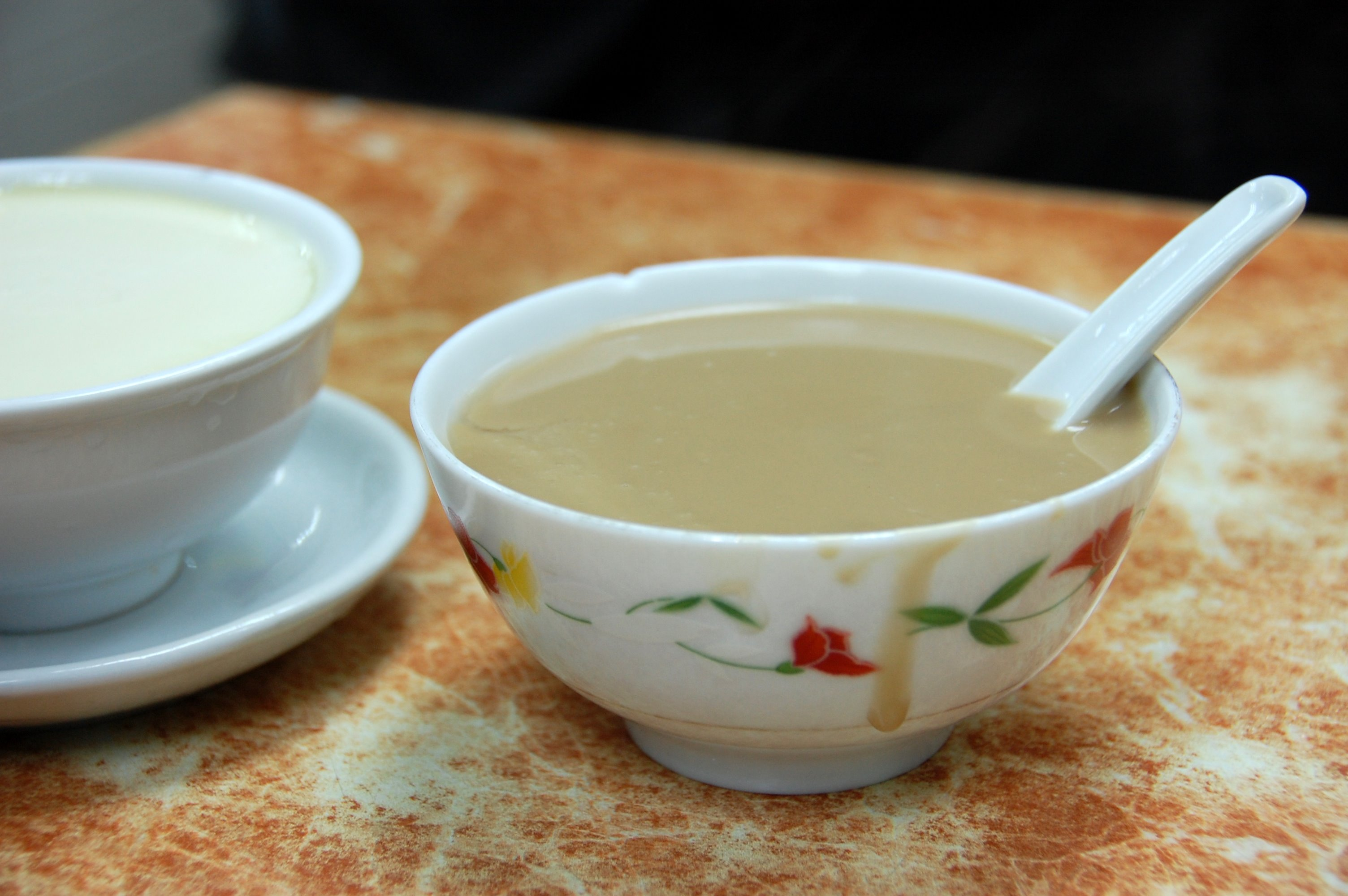
Hup Tul Woo, chińska zupa orzechowa

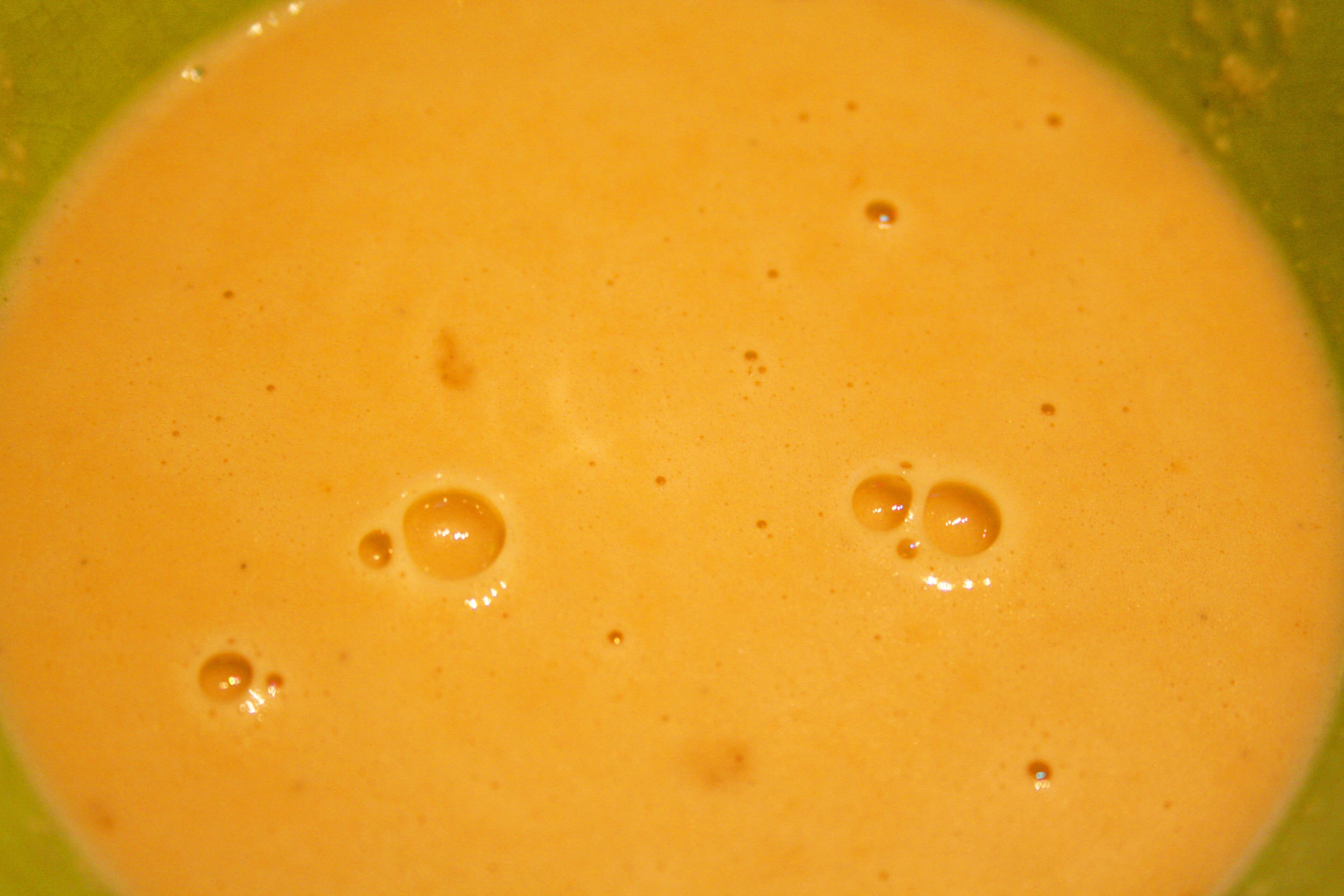
Bliższe spojrzenie na zupę z orzechów włoskich

Hup Tul Woo jest słodką zupą z orzechów włoskich w kuchni kantońskiej, często spożywaną jako przekąska lub deser. Podstawowe składniki „Hup Tul Woo” to woda, orzechy włoskie, mąka ryżowa i cukier. Dodatkowe składniki użyte do jej przygotowania mogą obejmować śmietanę, mleko kokosowe, chińskie czerwone daktyle, ryż, peen tong (chiński brązowy cukier), imbir, sól i koniak. Orzechy włoskie do zupy są zazwyczaj przetarte lub drobno zmielone. Może być podawana jako gorąca lub zimna zupa.
Minestra di noci (pol. zupa orzechowa) jest częścią kuchni włoskiej, gdzie jest przygotowywana w regionie Piemontu, który ma znaczną liczbę gajów orzechowych. W Piemoncie jest zwykle przygotowywana w miesiącach zimowych.
Sopa de nueces (pol. zupa orzechowa) to zupa w kuchni meksykańskiej. Może być podawana na ciepło lub na zimno, czasami ma delikatną konsystencję.